# Mazda Cosmo
O Cosmo foi um modelo esportivo produzido pela empresa japonesa Mazda de 1967 até 1995. Através de sua história, o Cosmo serviu como um "carro halo" para a Mazda, com o primeiro Cosmo lançando com sucesso o Motor Wankel Mazda. A última geração do Cosmo serviu como o carro-chefe da Mazda no Japão, sendo vendido com o nome de Eunos Cosmo através da sua divisão de luxo Eunos no Japão. 
Mazda escolheu usar o nome "cosmo", para refletir o fascínio internacional com a Corrida Espacial, já que a Mazda queria mostrar o motor rotativo como um avanço, com foco nos desenvolvimentos futuros e em sua tecnologia.

## Galeria
- Primeira geração (1967-1972)
- Segunda geração (1975-1981)
- Terceira geração (1981-1989)
- Quarta geração (1990-1996)